# ARAG
ARAG pour Allgemeine Rechtsschutz Versicherungs AG est une entreprise d'assurance allemande ayant son siège à Düsseldorf. 